# Mała encyklopedia logiki
Mała encyklopedia logiki – polska encyklopedia wydana w roku 1970, wznowiona w zmienionej i rozszerzonej formie w roku 1988 przez Zakład Narodowy im. Ossolińskich, ISBN 978-83-04-01327-8.

## Autorzy
- Witold Marciszewski (redaktor naukowy),
- Kazimierz Czarnota,
- Wiktor Marek,
- Zdzisław Pawlak,
- Jerzy Perzanowski,
- Mikołaj Poletyło,
- Barbara Stanosz,
- Henryk Stonert,
- Marek Tabin,
- Ryszard Wójcicki,
- Zdzisław Ziemba.

## Recenzje
Profesor Jan Woleński stwierdził w podsumowaniu swojej recenzji książki w 1990, iż, pomimo że na pewno będzie przydatna dla wielu użytkowników, to jednak jest bardziej szkicem encyklopedii niż encyklopedią w pełnym tego słowa znaczeniu.